# Fel d 1
Pour les articles homonymes, voir Fel.
Fel d 1 est une protéine de sécrétoglobine qui chez le chat est codée par les gènes CH1 (chaîne 1 / Fel d 1-A) et CH2 (chaîne 2 / Fel d 1-B),. Fel d 1 est le principal allergène présent sur les chats et les chatons. Il est produit en grande partie dans la salive et les glandes sébacées du chat, et aussi par sa peau elle-même.

## Allergène
La protéine est d'une fonction inconnue pour l'animal, mais provoque une réaction IgG ou IgE chez les humains sensibles (sous forme de réponse asthmatique ou allergique respectivement). 
Il a été prouvé que l'élimination des surfaces molles dans la maison (tapis, meubles), les lavages fréquents du linge de lit, les filtres HEPA et même le lavage des chats réduisent les quantités de Fel d 1 présentes dans la maison.[réf. nécessaire]

## Niveau de production

### En fonction de l'âge et du sexe
Les chatons produisent moins de Fel d 1 que les chats adultes. Les chats femelles produisent un niveau inférieur de Fel d 1 que les mâles non stérilisés, tandis que les mâles stérilisés produisent des niveaux similaires à ceux des femelles ; les femelles intactes et stérilisées produisent des niveaux similaires. Même si les femelles et les mâles stérilisés produisent du Fel d 1 à des niveaux inférieurs, ils en produisent encore suffisamment pour provoquer des symptômes allergiques chez les personnes sensibles.

### En fonction de la race
Les chercheurs ont étudié des rapports d'investigation de propriétaires de chats selon lesquels certaines races de chats ne produisent pas de Fel d 1 ou le font à des niveaux nettement inférieurs à ceux d'autres races. Par exemple, il a été démontré que des chats individuels de la race sibérienne naturelle originaire de la région sibérienne ont des variantes génétiques qui entraînent une production plus faible de Fel d 1. Une autre race considérée comme ayant une disposition génétique possible à ne pas produire cet allergène ou à en produire moins est le balinais, une ramification de la race siamoise. Plusieurs autres races sont largement citées comme provoquant une réaction immunitaire diminuée chez les personnes allergiques aux chats, notamment sphynx, bleu russe, cornish rex, devon rex, siamois, javanais, oriental shorthair, burmese et laPerm. Des tests assez fiables pour le Fel d 1 des chats individuels sont disponibles, mais les recherches se poursuivent, entravées par l'absence d'un test génétique parfaitement accessible et infaillible pour la production de l'antigène.

## Structure
La structure quaternaire complète de Fel d 1 a été déterminée. L'allergène est une glycoprotéine tétramère constituée de deux hétérodimères à liaison disulfure des chaînes 1 et 2. Fel d 1 chaînes 1 et 2 partagent des similarités structurelles avec l'utéroglobine, un membre de la superfamille sécrétoglobine ; la chaîne 2 est une glycoprotéine avec des oligosaccharides N-liés. Les deux chaînes partagent une structure entièrement alpha-hélicoïdale.

## Dans d'autres espèces
Les protéines correspondant à la signature de la famille InterPro pour les parties de Fel d 1 sont largement répandues chez Theria.
Une variante de Fel d 1 est présente dans le venin du loris lent (Primate : Nycticebus). Les loris lents sont l'un des rares mammifères venimeux et le seul primate venimeux connu, possédant un venin à double composite de salive et d'exsudat de la glande brachiale (BGE). Le BGE possède une protéine ressemblant à Fel d 1, qui peut affecter les espèces hôtes en tant qu'allergène en tant que constituant du venin et possède une fonction communicative.

## Voir également